# Элиах, Яффа
Яффа Элиах (лит. и англ. Yaffa Eliach; 31 мая 1937, Эйшишкес, Польская Республика — 8 ноября 2016, Манхэттен, Нью-Йорк, США) — американский историк и писатель литовского происхождения, исследовательница Холокоста. Профессор истории и литературы на факультете иудаики Бруклинского колледжа. Автор «There Once Was a World» («Исчезнувший мир»). Основатель первого Центра документации и исследования Холокоста и директор Мемориального музея Холокоста в США.

## Биография
Шейнеле Соненсон родилась в 1935 году в городе Эйшишки в Польше (ныне Эйшишкес, Литва).
Нацистская Германия захватила Эйшишки в июне 1941 года, почти все евреи города были убиты айнзацгруппой А. Шейнеле с отцом, матерью и братом прятались до самого освобождения города Красной армией в июле 1944 года. В ночь с 19 на 20 октября 1944 года в Эйшишках погибли её мать и брат. Ципора и Хаим были убиты после освобождения от нацистской оккупации польской Армией Крайовой.
В написанной годы спустя книге „There Once Was A World: A 900-Year Chronicle of the Shtetl of Eishyshok“ гибель близких представлена как эпизод целенаправленного уничтожения польскими националистами евреев «на Кресах» (восточных окраинах довоенного польского государства). Польские историки утверждают, что это была трагическая случайность, произошедшая при налёте боевой группы Армии крайовой на дом родителей Яффы Элиах, в котором остановился капитан СМЕРШа, сержант и милиционер.
После войны она вместе со своим дядей отправилась в Палестину, где проживал её отец и брат. В 1954 году эмигрировала в США. В 1967 году получает степень бакалавра, а затем в 1969 году и степень магистра в Бруклинском колледже. В 1973 году ей была присвоена степень доктора философии в Городском университете Нью-Йорка. С 1969 года — профессор истории и литературы в Бруклинском колледже.

## Научная деятельность
Специализировалась на изучении и мемориализации холокоста и его жертв. С 1969 года являлась профессором истории и литературы на факультете иудаики Бруклинского колледжа. С этого времени начиналась её исследовательская деятельность по проблемам холокоста. Основывает Центр изучения холокоста при ешиве во Флэтбуше (Бруклин).
Собрала сотни фотографий и личных историй в 818‑страничной книге «Там когда‑то был целый мир: 900‑летняя хроника штетла Эйшишки», изданной в 1998 году. Книга Там когда‑то был целый мир вышла в финал Национальной книжной премии.